# Resolutie 316 Veiligheidsraad Verenigde Naties
Resolutie 316 van de Veiligheidsraad van de Verenigde Naties werd aangenomen op 26 juni 1972. Dertien leden stemden voor. Panama en de Verenigde Staten onthielden zich. De Resolutie veroordeelde de herhaaldelijke Israëlische incursies in het zuiden van Libanon en wilde dat Israël de Syrische en Libanese militairen die waren meegenomen vrijliet.

## Achtergrond
In Libanon, een buurland van Israël, woonden veel Palestijnse vluchtelingen. De Palestijnse Bevrijdingsorganisatie (PLO) begon in 1968 met aanvallen op Israël, die vaak gelanceerd werden vanuit het door de PLO gecontroleerde zuiden van Libanon. Israël reageerde met vergeldingsacties op dorpen in deze regio, en hield Libanon verantwoordelijk voor het stoppen van de Palestijnse aanvallen op zijn grondgebied vanuit Zuid-Libanon. Meermaals eiste de Veiligheidsraad Israëls terugtrekking.
Op 20 juni 1972 vonden voor het eerst in vier maanden weer Palestijnse aanvallen plaats in Israël, nadat de Palestijnse strijders in het zuiden van Libanon met verschillende militaire operaties waren verdreven. Op de Hermonberg werd een tourbus geraakt door een antitankraket.
Op 21 juni had het Israëlisch leger in Zuid-Libanon een Syrische colonne aangevallen, waarbij vijf soldaten omkwamen, en vijf Syrische en een Libanese officier en vier agenten krijgsgevangen werden genomen. Ook kwamen bij Israëlische bombardementen negen burgers om, en werden veertig huizen verwoest of beschadigd. Volgens Israël waren de militairen tot honderd meter van de grens genaderd en hadden ze zelf het vuur geopend.
Een maand later waren de gevangenen nog niet vrijgelaten, met resolutie 317 tot gevolg.

## Inhoud
De Veiligheidsraad:
- Heeft de agenda in beraad genomen.
- Nam akte van de brieven van Libanon, Israël en Syrië.
- Herinnert aan de consensus van de Veiligheidsraad op 19 april.
- Nam akte van de bijkomende informatie van de stafchef van de Organisatie van de Verenigde Naties voor Toezicht op het Bestand in Palestina.
- Heeft de verklaringen van Libanon en Israël gehoord.
- Betreurt het verlies van levens door het geweld en de vergeldingen.
- Is erg bezorgd om het feit dat Israël zich niet aan de resoluties 262, 270, 280, 285 en 313 houdt en roept Israël op de soevereiniteit en territoriale integriteit van Libanon niet langer te schenden.

1. Roept Israël op zich strikt aan bovengenoemde resoluties te houden en geen militaire handelingen tegen Libanon te stellen.
2. Veroordeelt de herhaalde aanvallen van Israël op Libanees grondgebied en bevolking.
3. Wil dat het Syrische en Libanese militaire en veiligheidspersoneel dat op 21 juni door Israël in Libanon werd ontvoerd zo snel mogelijk wordt vrijgelaten.
4. Verklaart dat verdere actie zal worden overwogen als dit personeel niet wordt vrijgelaten of als Israël zich niet aan deze resolutie houdt.

Lijst ·  308 ·  309 ·  310 ·  311 ·  312 ·  313 ·  314 ·  315 ·  316 ·  317 ·  318 ·  319 ·  320 ·  321 ·  322 ·  323 ·  324